# Praalgraf van François van Bredehoff

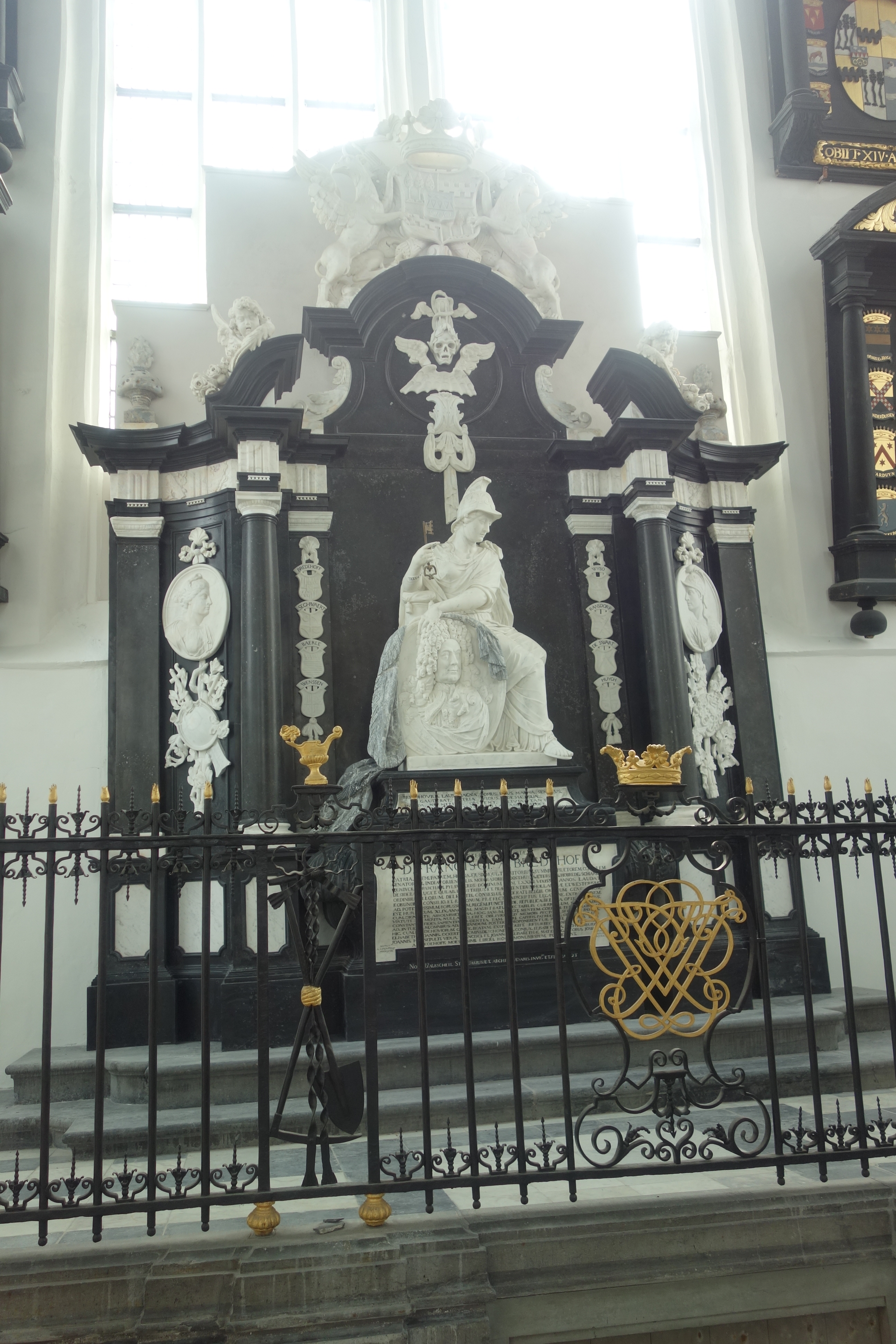
Het praalgraf François van Bredehoff.

Het praalgraf van François van Bredehoff is in 1723 gebouwd door Jan Pieter van Baurscheidt de Oudere. Het praalgraf is mogelijk door zijn zoon Jan Pieter van Baurscheidt de Jonge ontworpen. Ten tijde van de bouw van het monument werkten vader en zoon samen; deze samenwerking duurde van 1720 tot 1728. Het monument is in de kerk van Oosthuizen geplaatst. Van Bredehoff was vrijheer van Oosthuizen en tot zijn overlijden burgemeester van Hoorn. De kosten van het graf bedroegen in der tijd 5.000 gulden en als de nabestaanden het graf goed genoeg vonden kreeg Van Baurscheidt ook een nieuwe hoed.
Het monument is gedeeltelijk onder en gedeeltelijk boven de kerkvloer gebouwd. Op de grafkelder staat een lege sarcofaag, want Van Bredehoff is in de kelder van het grafmonument bijgezet. Boven op de sarcofaag is een in wit marmer gehouwen beeld van Minerva geplaatst. Zij houdt een medaillon vast met daarop de beeltenis van François van Bredehoff.

## Symbolen
Op het grafmonument zijn symbolen voor onder meer kracht, macht, standvastigheid, gezag en de dood aangebracht.
Een van de meest prominente symbolen is de godin Minerva. Zij leunt met haar rechterarm op een zuil, wat staat voor standvastigheid. In haar rechterhand houdt zij een sleutel, symbool voor macht en gezag: Van Bredehoff was onder andere burgemeester van Hoorn. 
Boven het hoofd van Minerva hangt een gelauwerde schedel, die de dood symboliseert. Boven de schedel is een gevleugelde zandloper geplaatst: het vervliegen van de tijd. Deze zandloper wordt omwonden door een slang die zichzelf in de staart bijt, eveneens een symbool voor de voorbijgaande tijd. De schedel en de zandloper worden gedragen door een paar vleermuisvleugels en een paar engelenvleugels. Dit staat symbool voor de dood, die dag en nacht bezig is.
Op de medaillons aan de zijmuren zijn heiligen of personificaties afgebeeld met daaronder nog meer symbolen voor macht, gezag en sterkte, waaronder een sleutel, een scheepsroer, een knots, een spies en eikentakken.
Boven de buitenste pilasters staan aan weerszijden op de hoeken potten waar vlammen uit lijken te komen. Deze potten staan symbool voor de vergankelijkheid. De vlammen komen ook terug op de spijlen van het hek dat het monument van de kerk scheidt. Het hek is verder versierd met zeisen, schoppen en graflampen. 

### Grafschrift
Op de zijkant van de zogenaamde kist staat in het Latijn een grafreden of grafschrift. In dit grafschrift komen, volgens de toen geldende voorschriften, een aantal elementen voor: rouw, lof en troost. Deze elementen zijn te herkennen aan de volgende stukken:
- Zijn familie is diepbedroefd, maar ook de gebieden waar Van Bredehoff gedurende zijn leven over heerste rouwen om zijn heengaan.
- De overledene wordt geprezen voor een aantal deugden zoals standvastigheid, wijsheid en voorzichtigheid.
- Familie en andere nabestaanden worden getroost omdat zijn roem niet door vergetelheid vernietigd zal worden.

## Restauratie
Het monument is in het begin van de 21e eeuw gerestaureerd vanwege verzouting van het marmer. De restauratie is uitgevoerd door Piet Terwen en Jeroen van Rijn, respectievelijk restaurateur en geoloog. Omdat het monument direct tegen de buitenmuur stond, was er condensvorming mogelijk. Deze condens bracht zoutkristallen over van de bakstenen buitenmuur naar het marmer van het grafmonument. De zoutkristallen kwamen in scheurtjes in het marmer terecht waardoor het beschadigd raakte. Door isolatie aan te brengen is nieuwe condensvorming, en daarmee zouttransport van de bakstenen naar het monument, niet meer mogelijk. 
Omdat het monument voor een raam gebouwd is, is besloten de muur onder het raam te verhogen.

## Grafkelder
In de grafkelder is niet alleen François van Bredehoff te ruste gelegd. Acht van zijn familieleden zijn bij hem bijgezet. In 1803 vond de laatste Van Bredehoff haar laatste rustplaats in de grafkelder. Het betrof een weduwe van de laatste mannelijke telg van het geslacht Van Bredehoff.